# Protestantyzm w Rosji

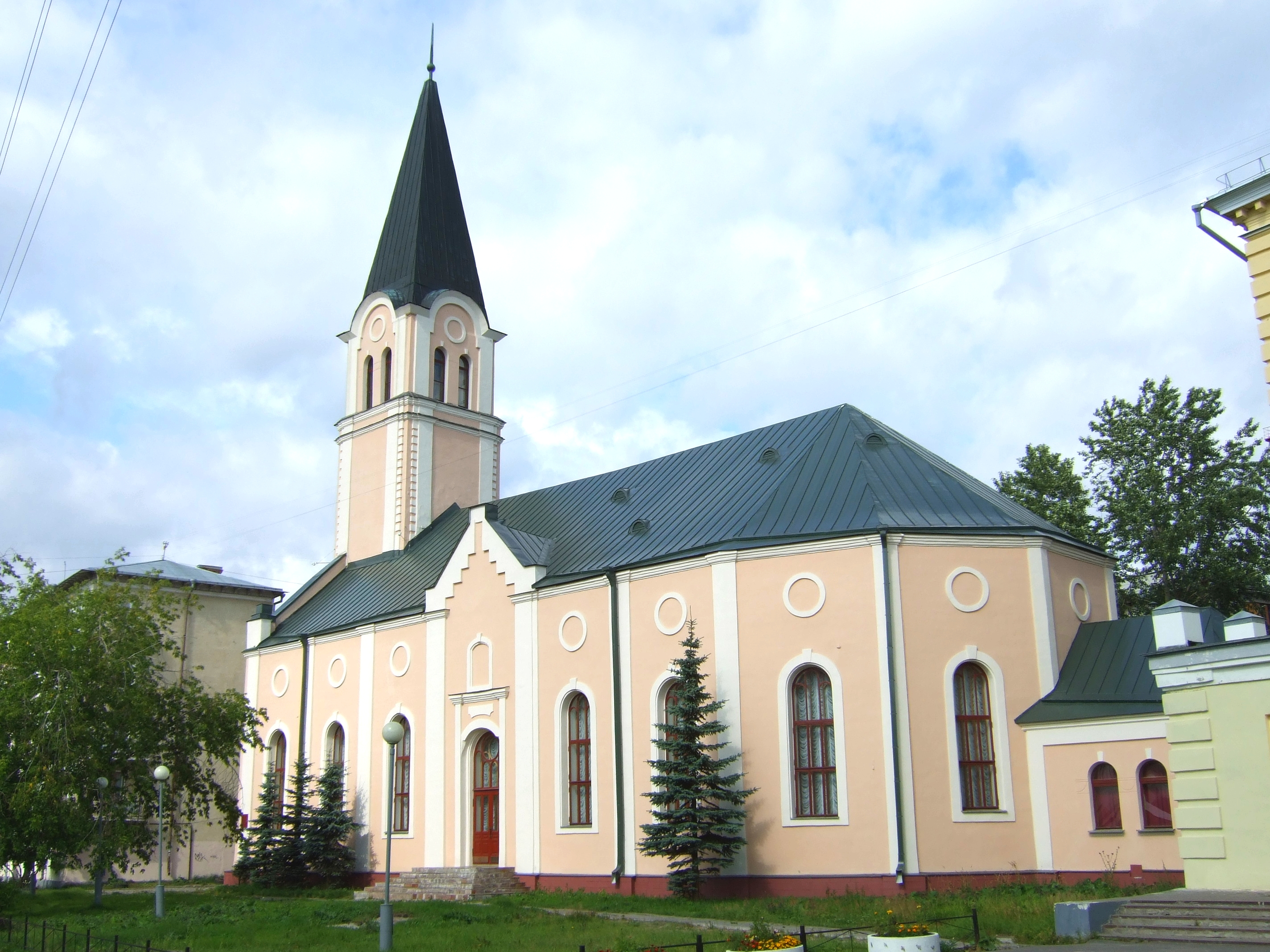
Kircha Archangielska

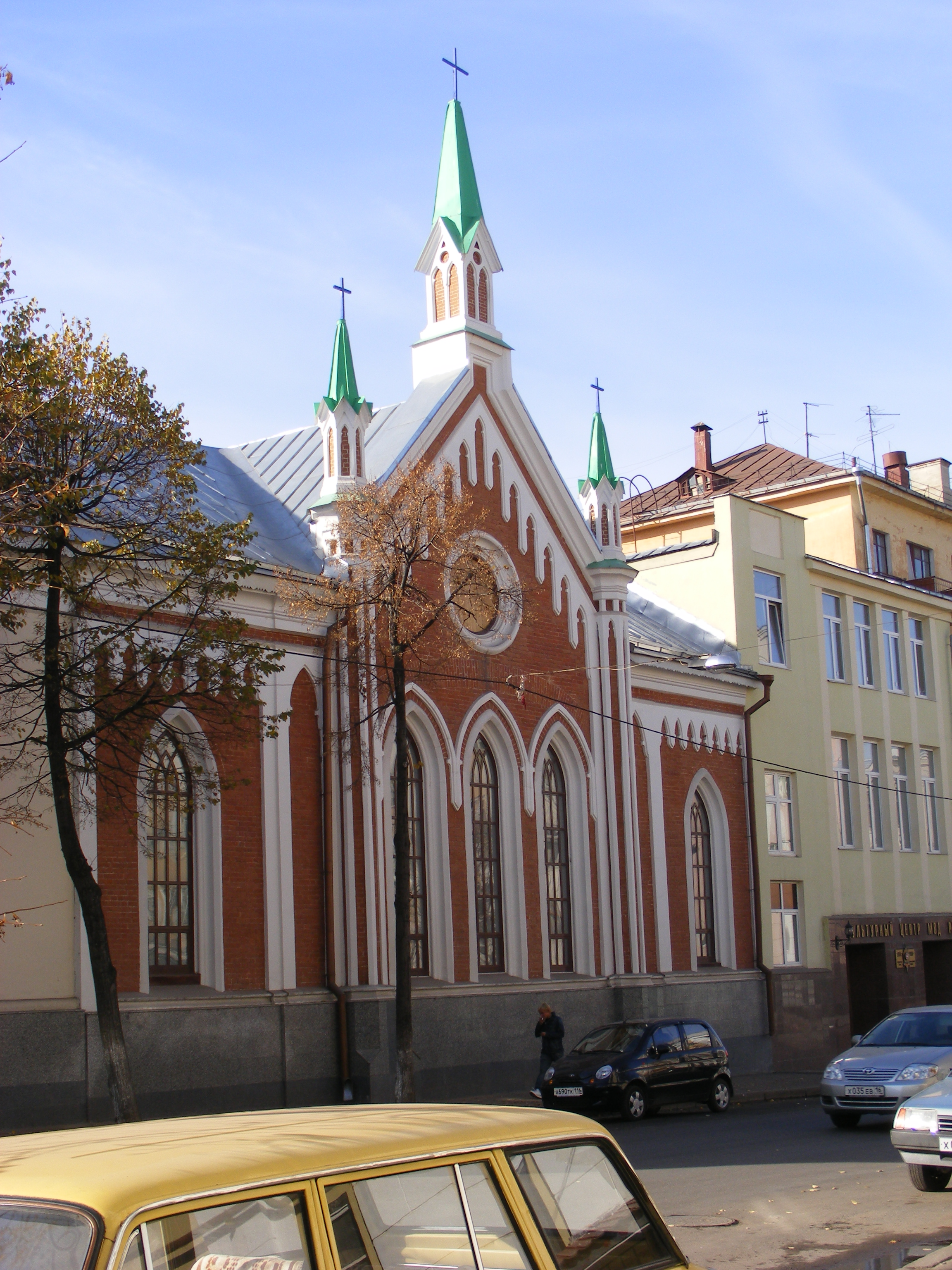
Zbór w Kazaniu

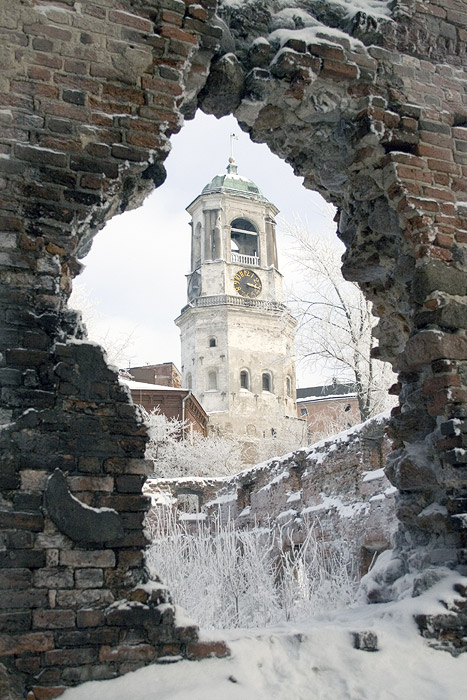
Wieża zniszczonego w 1940 r. zboru w Wyborgu

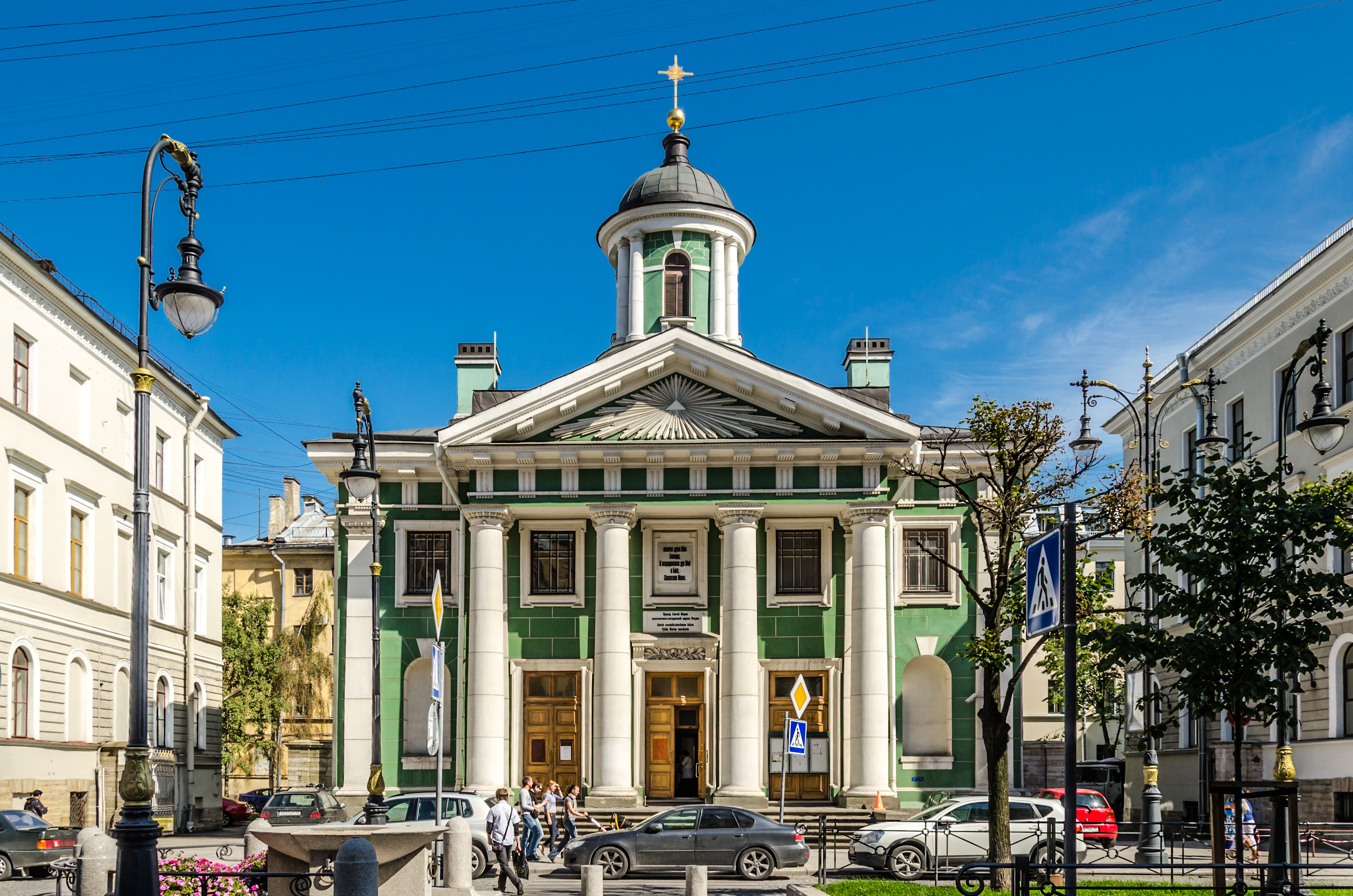
Kościół luterański w Petersburgu

Protestantyzm w Rosji – reprezentowany jest przez 2 miliony wiernych, co stanowi 1,5% rosyjskiego społeczeństwa. Największym protestanckim wyznaniem w tym kraju są zielonoświątkowcy. W roku 2004 w Rosji zarejestrowanych było 4435 protestanckich towarzystw religijnych, co stanowi 21% wszystkich religijnych organizacji w kraju i daje protestantyzmowi drugie miejsce po prawosławiu, a także bardzo dobry wskaźnik rozwoju (w 1992 r. było zaledwie 510 instytucji protestanckich). Protestanci w Rosji zaangażowani są w działalność misyjno-ewangelizacyjną na dużą skalę. W kraju służy także duża liczba misjonarzy protestanckich różnych narodowości.

## Historia

### Geneza
Niektóre idee protestantyzmu były krzewione w Rosji przez takie ruchy, jak strigolnicy w XIV wieku, mołokanie działający między XVI a XVIII wiekiem, duchoborcy, sobotniki, czy wiejskie społeczności tołstojan w XIX wieku. Ruchy te, jakkolwiek różniły się w wielu punktach z doktryną kościołów protestanckich, przygotowały grunt do swobodnej działalności protestantów w wiekach następnych. Pierwsze wzmianki o zorganizowanych społecznościach pochodzą z przełomu XVI i XVII wieku. Większość tych wspólnot wyemigrowała w XIX i XX wieku do Kanady, Stanów Zjednoczonych i krajów Ameryki Łacińskiej.

### Dzieje baptystów
Pierwsze zbory baptystyczne powstały w latach 60. i 70. XIX wieku jako wynik wysiłków misyjnych prowadzonych w trzech odrębnych regionach Imperium Rosyjskiego: Zakaukaziu, Ukrainie i Petersburgu. Liczba baptystów w Rosji zaczęła intensywnie wzrastać po I wojnie światowej. Szczególny przyrost związany był z działalnością ewangelizacyjną niemieckich misjonarzy baptystycznych wśród rosyjskich jeńców. Nawróceni jeńcy wracali do swego kraju, aby tam dzielić się swoją wiarą. W 1950 r. w Związku Radzieckim żyło 2 miliony baptystów, z czego najwięcej zamieszkiwało Ukrainę.

### Prześladowania
Wielu pastorów i wiernych kościołów protestanckich stało się ofiarami prześladowań ze strony reżimu komunistycznego. Wobec protestantów stosowano zarówno więzienie, jak i egzekucje. Lider Kościoła Adwentystów Dnia Siódmego w Związku Radzieckim – Władimir Szelkow – większość swego życia (od 1931 do 1980 r.) był więziony za wiarę. Przewodził on wolnym od wpływów i nacisków władz zborom adwentystycznym. Zginął w obozie w Jakucji. Prześladowania ze strony reżimu dotknęły także zielonoświątkowców. Byli oni pozbawiani wolności i wysyłani do obozów koncentracyjnych. Wymiar kary obejmował od 20 do 25 lat więzienia. Wielu zielonoświątkowców zginęło w obozach koncentracyjnych i więzieniach, w tym sam Iwan Woronajew.
Po II wojnie światowej prześladowania protestantów nie ustały. Baptyści, zielonoświątkowcy i adwentyści byli przymusowo umieszczani w szpitalach psychiatrycznych, toczono przeciw nim liczne procesy sądowe i pozbawiano wolności za przekonania religijne i odmowę służby wojskowej. Rodziców wyznania ewangelicznego pozbawiano także praw do sprawowania opieki rodzicielskiej i odbierano im dzieci.

## Współczesność
Obecnie w Rosji działa większość wyznań protestanckich. Największym z nich jest Kościół zielonoświątkowy. Najwięcej wiernych posiadają:
- zielonoświątkowcy (Rosyjski Kościół Chrześcijan Wiary Ewangelicznej),
- baptyści (Związek Ewangelicznych Chrześcijan Baptystów w Rosji),
- adwentyści (Kościół Chrześcijan Adwentystów Dnia Siódmego),
- luteranie (Syberyjski Kościół Ewangelicko-Luterański),
- metodyści,
- Armia Zbawienia,
- mennonici.

### Charakterystyka i działalność
Według badań prowadzonych przez Instytut Kestona, wyznania protestanckie na terenie Rosji są bardzo rozpowszechnione. W niektórych rejonach Syberii liczba protestantów przewyższa znacznie liczbę prawosławnych. Wierni kościołów protestanckich w Rosji są zazwyczaj czynnie aktywni w życiu religijnym swojej społeczności. Wśród miejscowych protestantów występuje silne zaangażowanie ewangelizacyjno-misyjne. Włączają się również do protestów i działań przeciwko postanowieniom lokalnych władz i urzędów, które gwałcą prawo mniejszości wyznaniowych do rozpowszechniania swojej wiary wśród społeczeństwa, organizowania nabożeństw, akcji ewangelizacyjnych i innych form kultu publicznego. Badania wykazały także, iż wśród protestantów występuje spory odsetek obywateli czynnie zaangażowanych w życie społeczne i zawodowe.

### Prześladowania
Działalność rosyjskich protestantów, w tym w szczególności żyjących na prowincji, systematycznie spotyka się z trudnościami ze strony władz lokalnych. W kwietniu 2007 r. Europejski Trybunał Praw Człowieka w Strasburgu zobowiązał rząd rosyjski do wypłaty 10 tys. euro w zamian za odmowę rejestracji korpusu Armii Zbawienia w Moskwie.
Zorganizowana przez ewangelicznych chrześcijan baptystów na przełomie lipca i sierpnia 2007 r. ewangelizacyjno-misyjna wyprawa rowerowa spotkała się z poważnymi przeszkodami i podejrzliwym nastawieniem ze strony lokalnych władz w różnych regionach Rosji. Wielokrotnie władze zabraniały organizowania akcji ewangelizacyjnych w parkach publicznych. Określonym celem wyprawy miało być dotarcie z Ewangelią do ludzi żyjących w miastach i miasteczkach na terenie całej Federacji Rosyjskiej. Przewodniczący Związku Ewangelicznych Chrześcijan Baptystów w Rosji – pastor Juri Sipko – w swojej wypowiedzi podkreślił, iż założeniem projektu jest „pokonać całą drogę pieszo lub rowerem, docierając do najbardziej odległych wsi i zakątków Rosji, aby każdej zrozpaczonej osobie zanieść poselstwo o Królestwie Bożym”.